# Clemente Rodil

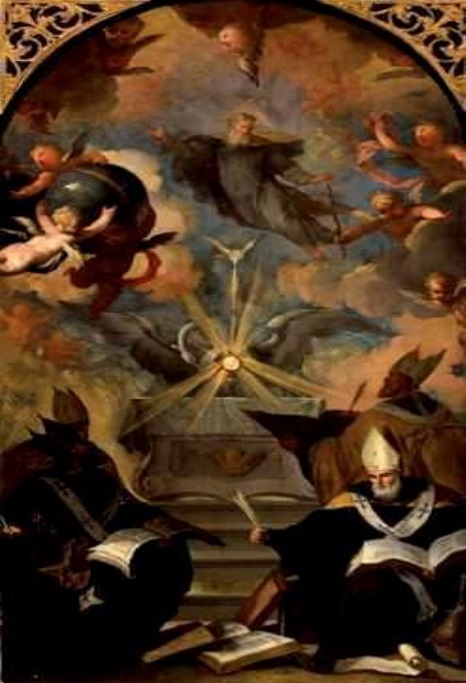
Triunfo de la Eucaristía, óleo sobre lienzo, 232 x 121 cm, Madrid, colección Santamarca, firmado.

Clemente Rodil (c.1680-1725), fue un pintor barroco español. 
Casado el 11 de agosto de 1706 con Catalina Teresa de Churriguera, hija de José de Churriguera, en la parroquia de San Sebastián de Madrid, del matrimonio nacieron al menos cuatro hijos: el primogénito Fernando Germán, nacido en 1708, y la menor, Paula Antonia que nació en 1724, pero solo esta y otra hija le sobrevivieron. El mismo año aparece entre los firmantes del escrito de protesta de los pintores madrileños contra el monopolio de las tasaciones por Teodoro Ardemans y Antonio Palomino. Murió en Madrid el 21 de enero de 1725, dejando como testamentarios a su suegro y a Matías Churriguera, el mayor de sus cuñados.
De su trabajo como pintor se documenta su intervención en la creación de decorados para las funciones teatrales de palacio, a las órdenes del arquitecto Pedro de Ribera. Así, en 1722, para la representación de Angélica y Medoro de Antonio de Zamora, drama musical estrenado en el Real Coliseo del Buen Retiro, se encargó de figurar un salón cubierto de terciopelo carmesí y tres repisas en las que descansaban ninfas, con un jardín al fondo en el que se veían diversas fuentes y estatuas. Un año después y para conmemorar la boda del infante don Carlos con la princesa de Beaujolais se representó en el mismo escenario La hazaña mayor de Alcides de José de Cañizares, correspondiéndole en esta ocasión la pintura de un puerto de mar con dos castillos.
Perdida toda esta pintura al temple por su propio carácter efímero, lo poco que se ha conservado de lo pintado al óleo —un San Francisco Javier de colección privada y el Triunfo del Sacramento de la Eucaristía del Colegio Santamarca— muestra claras influencias de Antonio Palomino.